# مارتن رودريغيز
مارتن رودريغيز (بالإسبانية: Martín Rodríguez) (مواليد 5 أغسطس 1994) هو لاعب كرة قدم. يلعب مع منتخب تشيلي لكرة القدم. سبق له أن لعب في كأس القارات 2017 مع منتخب بلاده.

## مسيرته الكروية
لعب مارتن رودريغيز خلال مسيرته الاحترافية مع 5 أندية في اثنا عشر موسمًا وسجل خلالها 22 هدفًا ضمن 167 مباراة. حيث فاز في موسم واحد بالكأس وفي موسمين بالدوري.
خاض مارتن رودريغيز مسيرته مع نادي هواتشيباتو في موسم 2011 ليلعب معه خمسة مواسم، مشاركًا في 49 مباراة سجل خلالها 4 أهداف. ثم انتقل إلى نادي كولو-كولو في موسم 2015–16 ولمدة موسمين، حيث شارك في 35 مباراة سجل خلالها 9 أهداف. لينتقل بعدها إلى نادي كروز آزول في موسم 2016–17 ولمدة موسمين، مشاركًا في 38 مباراة سجل خلالها 4 أهداف. ثم انتقل إلى نادي أونيفرسيداد ناسيونال في موسم 2018–19 ولمدة موسمين، مشاركًا في 35 مباراة سجل خلالها هدفين. هذا وانتقل لاحقًا إلى نادي موريليا الرياضي في موسم 2019–20 لمدة موسم واحد، مشاركًا في 10 مباريات سجل خلالها 3 أهداف.

## روابط خارجية
- مارتن رودريغيز على موقع الاتحاد الدولي (مؤرشف)  (الإنجليزية)
- مارتن رودريغيز على موقع الدوري الأمريكي (الإنجليزية)
- مارتن رودريغيز على موقع قاعدة بيانات كرة القدم.إي يو (الإنجليزية)
- مارتن رودريغيز على موقع ناشيونال فوتبول تيمز (الإنجليزية)
- مارتن رودريغيز على موقع Soccerway.com (الإنجليزية)
- مارتن رودريغيز على موقع عالم كرة القدم.نت (الإنجليزية)
- مارتن رودريغيز على موقع AS.com (الإسبانية)